# Johannes Salzmann

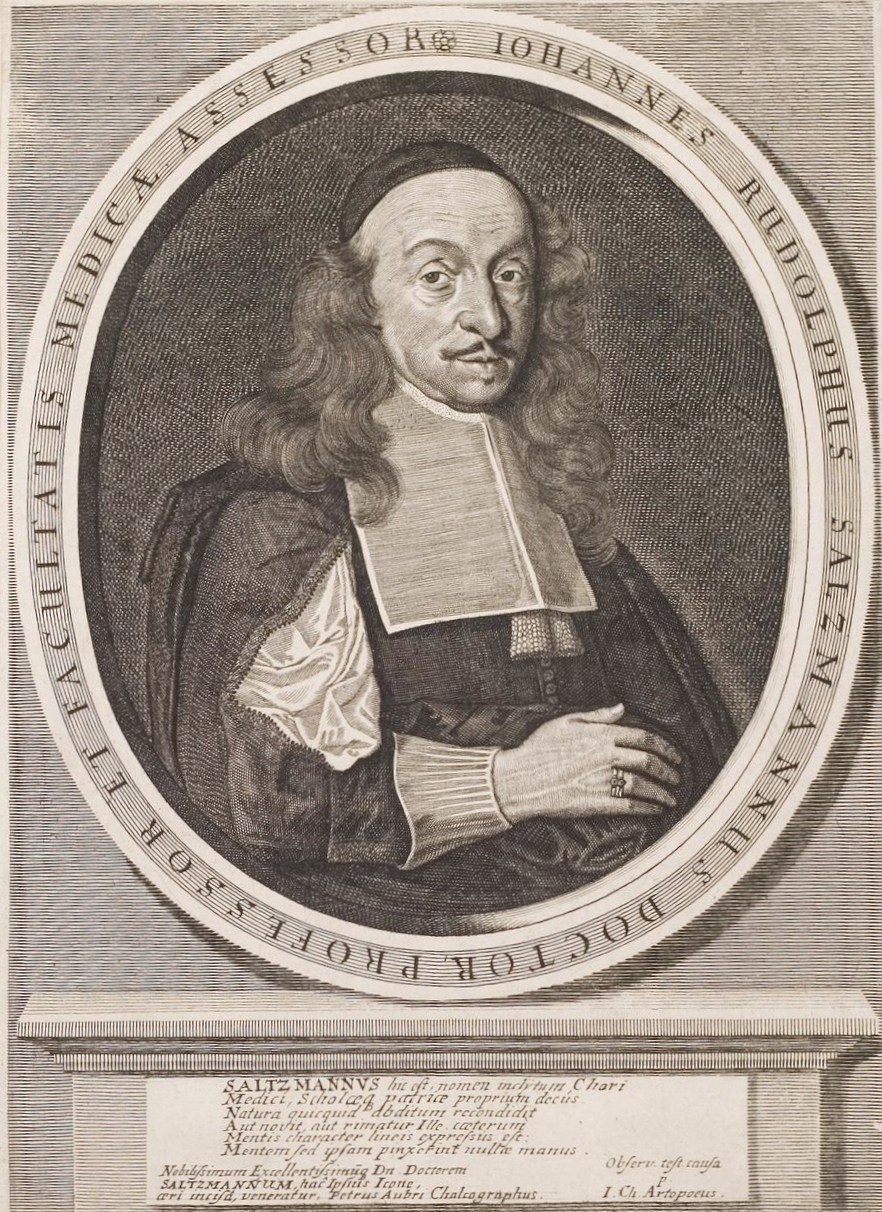
Johannes Salzmann

Johannes Salzmann (auch: Johann Salzmann; * 29. Juni 1679 in Straßburg; † 4. Februar 1738 ebenda) war ein Anatom und Chirurg.
Salzmann war ab 1708 Professor für Anatomie, später auch Professor für Chirurgie an der Universität Straßburg. Ab 1720 war er zugleich Bibliothekar der Universität.
Johannes Salzmann führte als Erster (ab 1708) regelmäßige Präparierübungen an einer Universität durch.
Er war ab 1720 Mitglied der Leopoldina und ab 1729 Auswärtiges Mitglied der Preußischen Akademie der Wissenschaften.

## Schriften (Auswahl)
- Specimen Anatomiæ Curiosæ Et Utilis. Giesen, Straßburg 1709. (Digitalisat)
- Dissertatio medico-chirurgica de articulationibus analogis, quae fracturis ossium superveniunt. Maag, Straßburg 1718. (Digitalisat)
- Dissertatio medico-chirurgica sistens miram cranii fracturam in homine per XL. annos superstite. Maag, Straßburg 1718. (Digitalisat)
- Dissertatio medica sistens plurium pedis musculorum defectum. Heitz, Straßburg 1734. (Digitalisat)
- Historia purpurae miliaris albae, cumprimis Argentoratum nostrum et viciniam ante biennium fere infestantis. Heitz, Straßburg 1736. (Digitalisat)